# Geschichte Äquatorialguineas
Die Geschichte Äquatorialguineas ist die Geschichte des heutigen Staates Äquatorialguinea, die Kolonialgeschichte seiner drei Landesteile Mbini (oder Rio Muni), Bioko und Annobón sowie die Geschichte der Bewohner des heutigen Staatsgebietes vor dem Kontakt mit den Europäern.

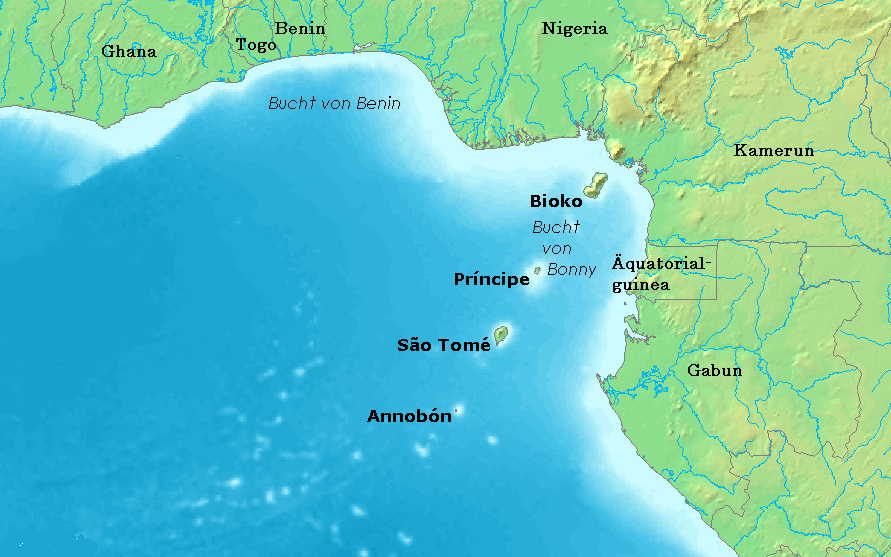
Lage der drei Landesteile Bioko, Rio Muni und Annobón

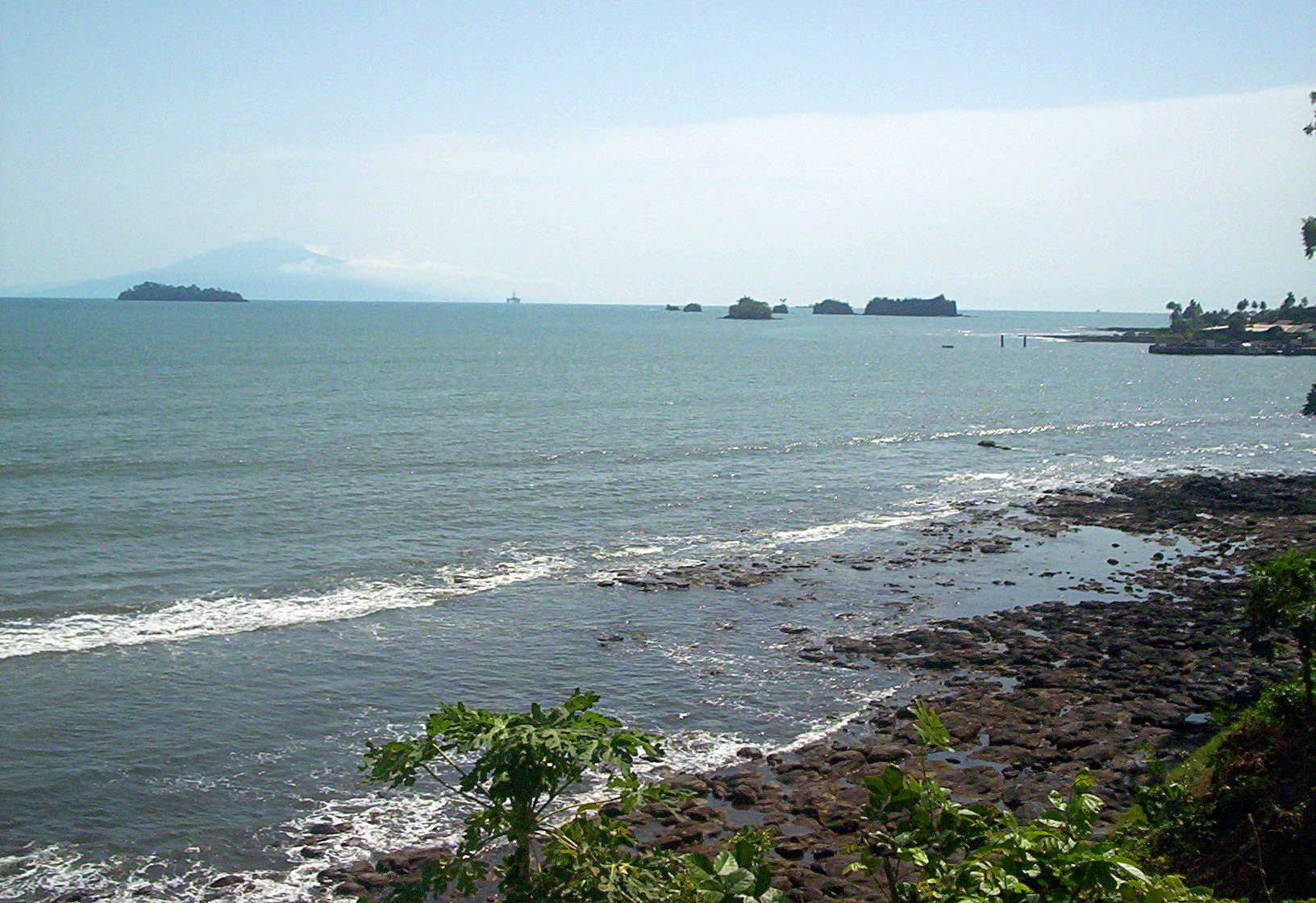
Bioko (im Hintergrund) von der Küste Kameruns aus gesehen

## Lage
Der Staat Äquatorialguinea ist wie andere Staaten Subsahara-Afrikas auch das Ergebnis willkürlicher kolonialer Grenzziehung, die sich in diesem Fall besonders offenkundig bereits in seiner Geographie zeigt: Die Insel Bioko liegt deutlich näher an den Küsten von Nigeria und Kamerun als am Festlandteil Mbini des eigenen Staates. Dieses Festlandgebiet hat die Form eines Rechtecks, seine Grenzen sind offenkundig mit dem Lineal am grünen Tisch gezogen worden. Die Insel Annobón wiederum liegt 600 km südlich von Bioko, durch den Inselstaat São Tomé und Príncipe von diesem getrennt, vor der Küste Gabuns. Eine Geschichte des Landes muss daher und aufgrund jeweils unterschiedlicher Kolonialgeschichte bis in die Neuzeit hinein zwischen den drei Landesteilen unterscheiden.

## Frühgeschichte der Inseln und des Festlandgebietes

### Bioko
Die Insel Bioko wurde zwischen 700 und 1000 n. Chr. vom Festland, also von den Küsten des heutigen Nigerias und Kameruns aus, besiedelt. Unter Umständen hatten auch die Fang (deren Volksgruppe noch heute etwa 80 % der Bevölkerung Äquatorialguineas stellt) Anteil an dieser Besiedelung. In jedem Fall sprechen die aus dieser Besiedelung hervorgegangenen Bubi eine Bantusprache. Der Name Bioko wurde erst 1979 eingeführt.

### Annobón
Bis zur Ankunft der ersten Europäer 1473 war die Insel unbewohnt.

### Das Festland
Die Ureinwohner des Festlandgebietes waren Pygmäen, die hier wie in ihren anderen Lebensräumen auch weder dauerhafte Ortschaften gegründet, noch staatliche Strukturen entwickelt haben. Vom 17. bis zum 19. Jahrhundert wanderten verschiedene Bantugruppen in dieses Gebiet ein und verdrängten die Urbewohner bis auf kleine Gruppen. Diese Bantu waren die Ndowe, Bujeba, Balengue und Benga (die so genannten Küstenstämme) und später die Fang. Während nördlich und südlich von Mbini in vorkolonialer Zeit große Reiche bestanden, kam es hier nicht zu Staatsgründungen.

## Frühe Kontakte mit den Europäern: Portugiesischer Einfluss bis 1778

### Bioko

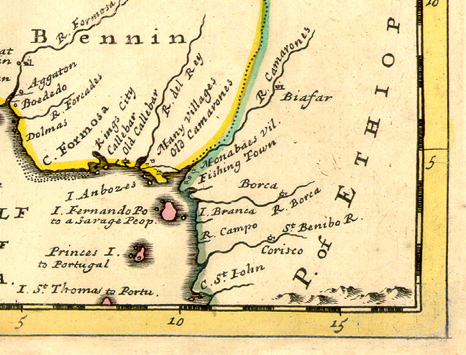
Bioko („Fernando Poo“) auf einer englischen Karte von 1729 mit dem Zusatz „gehört zu einem wilden Volk“

Die Insel Bioko wurde als erster Teil des späteren Staates 1471 von dem portugiesischen Seefahrer Fernão do Pó (Fernando Poo) «entdeckt». Er gab ihr den Namen  «Formosa» (dt. Die Schöne), eine Bezeichnung, die sich aber nicht durchsetzte (und so als Name für die ostasiatische Insel Taiwan frei wurde). Ab 1494 trug die Insel bei den Europäern den Namen ihres Entdeckers Fernando Poo. Bei den Einheimischen hieß sie hingegen Bahasa (Wasa), Ischulla oder Bisila. Die Portugiesen nahmen 1474 die Insel offiziell in Besitz. 1642 errichteten die Niederländer ohne Genehmigung der Portugiesen eine Handelsstation auf Fernando Poo. 1648 übernahmen jedoch die Portugiesen wieder die Kontrolle und auf der benachbarten Insel Corisco, die heute ebenfalls zu Äquatorialguinea gehört.
Mitte des 18. Jahrhunderts begann ein Prozess der Einigung der einheimischen Bubi unter Führung eines lokalen Oberhauptes namens Molombo (zirka 1700 bis 1760). Diese Einigung und der Rückzug der Einheimischen ins Landesinnere war das Ergebnis zunehmender Sklavenjagden auf der Insel. Ab 1760 bis 1810 übernahm ein gewisser Lopoa diese Führungsrolle. In den Verträgen von Ildefonso und Pardo (1777 und 1778) verzichtete Portugal zugunsten Spaniens auf die Insel Fernando Poo (wie auch auf Annobón und das Festlandgebiet) im Austausch gegen den Verzicht Spaniens auf Teile des späteren Brasiliens zugunsten Portugals.

### Annobón
Die portugiesischen Seefahrer Pedro Escobar und João de Santarém erreichten die kleine Vulkaninsel Annobón am 1. Januar 1473 und benannten sie nach dem portugiesischen Neujahrsgruß  «Ano bom» (dt. Gutes Jahr). Im Gegensatz zu Fernando Poo trafen sie auf eine menschenleere Insel und besiedelten sie ab 1474 mit Afrikanern aus Angola, die sie über Sao Tomé hierher verschleppten. 1778 überließen die Portugiesen im Vertrag von Pardo auch Annobón den Spaniern.

### Das Festland
Das abgezirkelte Gebiet von Mbini (auch Rio Muni) existierte bis ins 19. Jahrhundert hinein noch nicht. Die Portugiesen besaßen – ohne hier koloniale Kontrolle auszuüben – gewisse Handelsrechte an dem Festlandstreifen zwischen dem Niger und dem Fluss Ogooué im heutigen Gabun. Auch diese Rechte traten sie mit dem Vertrag von El Pardo an die Spanier ab. Möglicherweise reichte der Einfluss der sklavenjagenden Aro Konföderation, eines Zusammenschlusses verschiedener Völker (Igbo, Ibibio und Akpa) des heutigen Südwest-Nigerias bis auf das Gebiet von Mbini.

## Britische, portugiesische und spanische Herren: 1778–1850

### Bioko

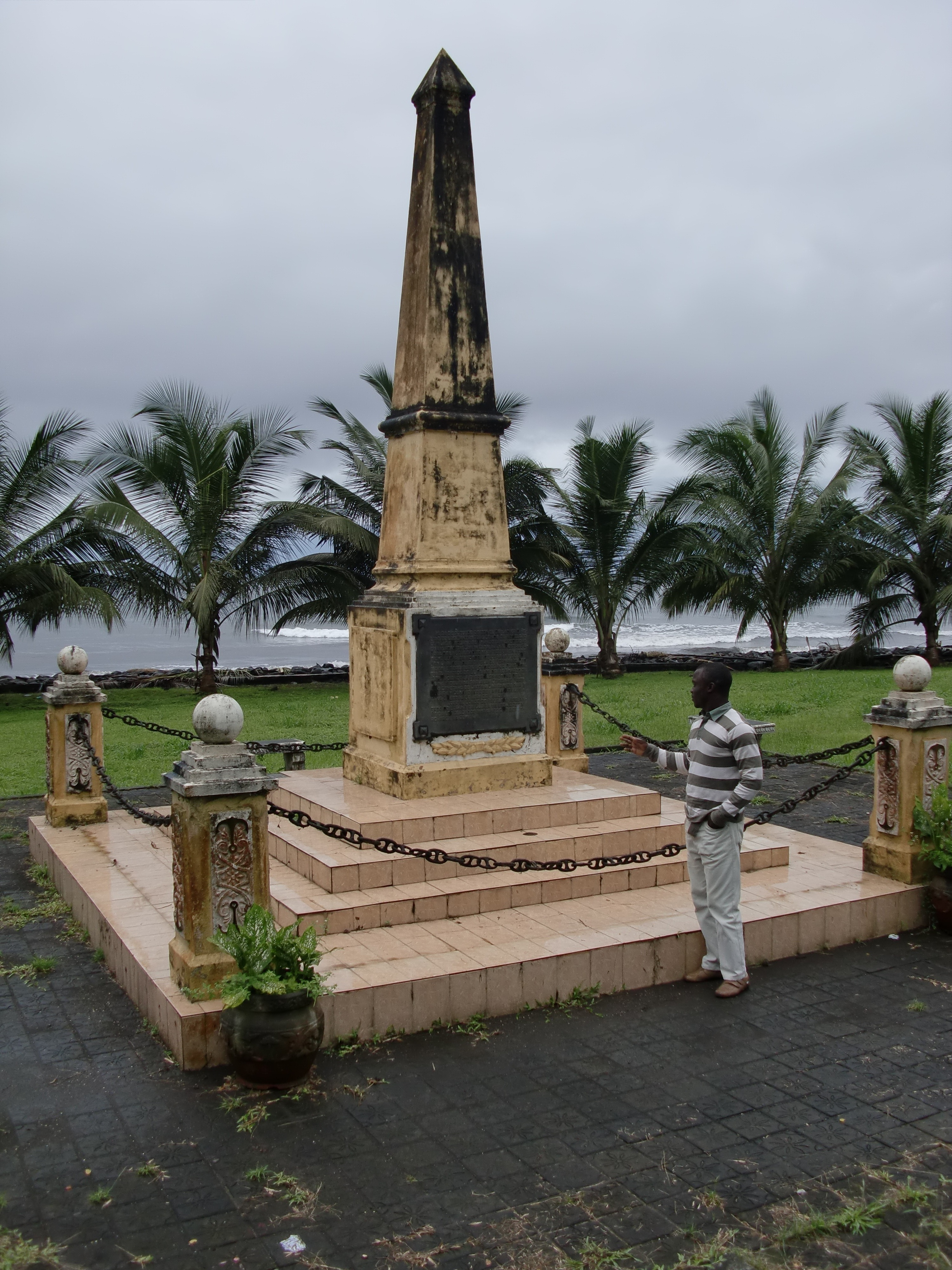
Denkmal der ersten Einwanderer (1773) bei Luba, Bioko

Unter Führung des Conde de Argelejos sandte Spanien 1778 eine Expedition auf die Insel, um diese in Besitz zu nehmen. Der Conde blieb vier Monate vor Ort. Oktober 1778 setzte Spanien einen Gouverneur ein, der allerdings bereits 1780 mit den übrigen Spaniern die Insel verließ. Für etliche Jahrzehnte blieb die spanische Herrschaft auf der Insel Theorie.
1817 einigten sich Briten und Spanier auf die Bekämpfung der Sklaverei und die Spanier verpachteten die Insel an die Briten. Diese gründeten an der Nordküste der Insel eine Stadt unter dem Namen Port St. Clarence (das spätere Santa Isabel, heute Malabo) und richteten hier sowie in San Carlos Flottenbasen ein. Von hier aus starteten britische Schiffe mit dem Auftrag, Sklavenschiffe aufzubringen und ihre Insassen zu befreien. Etliche der befreiten Sklaven – deren Heimatorte häufig tausende Kilometer entfernt waren – siedelten sich auf Fernando Poo/Bioko an und bildeten bald mit Arbeitsimmigranten vom Festland eine eigene Bevölkerungsgruppe, die so genannten Fernandinos. Diese Fernandinos waren britisch orientiert und sprachen (und sprechen) ein stark vereinfachtes Englisch, das Pichinglis-Kreolisch bzw. die Fernando-Po-Kreolische Sprache. Sie nahmen häufig eine Mittlerstellung zwischen den Briten und Einheimischen auf der Insel wie auf dem nahe gelegenen Festland ein. Die Einführung der Kakaobohne auf Fernando Poo etwa war das Werk eines Fernandino namens William Pratt, eines freigelassenen Sklaven aus Westindien. Die Briten hatten an ihren Stützpunkten jedoch aufgrund des für Europäer extrem ungesunden Klimas keine Freude und schlossen sie 1843 wieder. Der britische Konsul und Fernandino John Beecroft allerdings blieb bis 1854 auf der Insel. Die Spanier ernannten ihn 1843 zum Gouverneur, während er gleichzeitig für die Briten die Kolonisierung des nahe gelegenen Festlands von Nigeria betrieb. Ab 1862 nutzten die Spanier die Insel als Strafkolonie für aufsässige Schwarze aus ihrer Kolonie Kuba.
Den einheimischen Bubi, die sich vor den Sklavenjägern ins Landesinnere zurückgezogen hatten, setzten in diesen Jahrzehnten eingeschleppte Krankheiten und Alkoholmissbrauch zu. Ihre zentralisierte Organisation unter einem allgemein anerkannten Oberhaupt behielten sie aber auch im Verlauf des 19. Jahrhunderts bei. Auf den erwähnten Lopoa folgte Madabita (1842–1860) und auf diesen Sepoko (1860–1875).

### Annobón

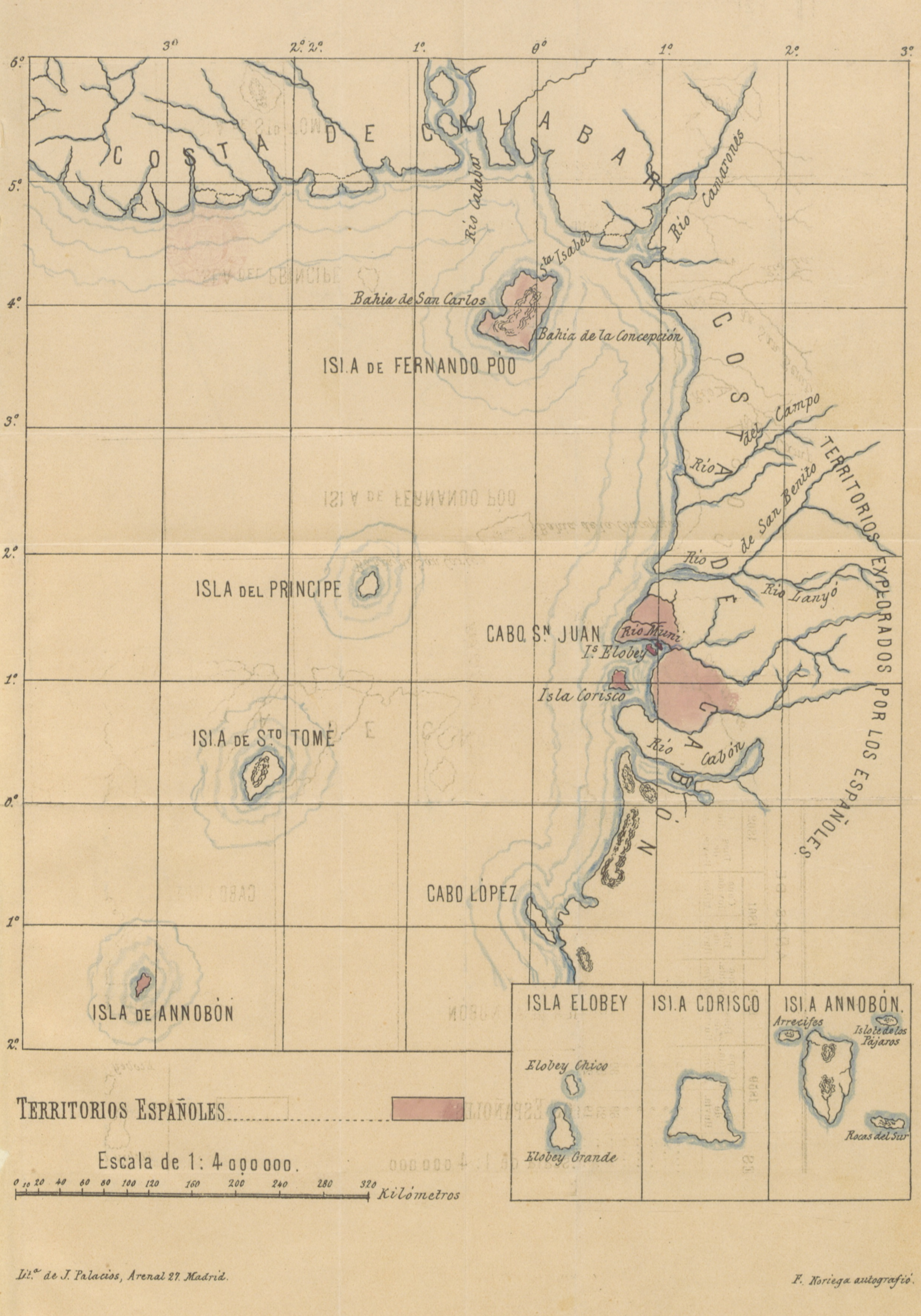
Die spanischen Besitzungen im Golf von Guinea um 1890

Auf Annobón wurde den Spaniern erheblicher Widerstand entgegengebracht. Die Spanier verzichteten – sicherlich auch aufgrund der geringen wirtschaftlichen Bedeutung der kleinen Insel – auf eine direkte Machtausübung. Die Insel wurde von der portugiesischen Insel São Tomé aus verwaltet. Intern gab es ein Arrangement, nach dem ein Gremium von fünf Einheimischen die Insel verwaltete. Dabei rotierte das Amt eines Gouverneurs zwischen diesen fünf Personen in einem Rhythmus, der bestimmt wurde durch die Zeitspanne, innerhalb derer jeweils zehn Schiffe die Insel anfuhren. Ein eigenes Kreolisch entwickelte sich. Ab 1885 stand Annobón unter der Kontrolle des Claretinerordens, dem Spanien freie Hand zur Ausbeutung der Insel gewährte. Sie diente bis nach dem Ende der Kolonialzeit als Verbannungsort für politische Gegner.

### Das Festland
Spanien setzte seinen Machtanspruch auf dem Festland bis Mitte des 19. Jahrhunderts nicht durch und verlor von den im Vertrag von El Pardo zugesagten 800.000 km² den überwiegenden Teil an andere europäische Mächte, bis das spanische Gebiet auf die etwa 26.000 km² des heutigen Mbini beschränkt war.

## Spanien setzt seine kolonialen Ansprüche durch: 1850–1950
Mitte des 19. Jahrhunderts gab es Überlegungen, die spanischen Besitzungen an der Guineaküste an die Briten zu verkaufen. Nachdem das spanische Parlament dies abgelehnt hatte, begann Spanien seine kolonialen Ansprüche mit unterschiedlichem Erfolg und unterschiedlicher Intensität in Fernando Poo, Annobón und auf dem Festland in die Realität umzusetzen. In den letzten Jahrzehnten des 19. Jahrhunderts setzte die Kolonialmacht auf die Einwanderung von Kolonisten und Missionaren des Claretiner-Ordens aus dem Mutterland. Da die Erfolge insbesondere wegen des für Europäer mörderischen Klimas ausblieben, schwenkte die Kolonialpolitik ab 1902 um auf die Übertragung von 99-jährigen Ausbeutungslizenzen an Großunternehmen (casas fuertes).
Im Vertrag von Paris wurden 1900 konkurrierende Ansprüche benachbarter Kolonialmächte geregelt. Zu Beginn des 20. Jahrhunderts wurde auch die Bezeichnung Spanisch-Guinea üblich.
Der Status der Einheimischen wurde zunehmend offiziell geregelt. Im 19. Jahrhundert durch das Regelwerk «Curador Colonial» und von 1904 bis 1959 durch das  «Patronato de Indígenas». Darin war zwischen den bevormundeten indígenas (der indigenen Bevölkerung) und den «Emanzipierten» unterschieden. Nur die Emanzipierten wurden als erwachsene Menschen akzeptiert. Den Indígenas war es etwa untersagt, mehr als vier Hektar Land zu besitzen. 1959, bei der Abschaffung des «Patronato», hatten gerade einmal 200 Einheimische den vollwertigen Status eines «Emanzipierten» erreicht.
Die großen europäischen Kriege hatten nur am Rande Auswirkungen auf die spanischen Besitzungen in Guinea. Im Ersten Weltkrieg wurde das neutrale spanische Territorium zur Zuflucht der geschlagenen Schutztruppe aus der benachbarten deutschen Kolonie Kamerun. Während des Spanischen Bürgerkrieges herrschten auf Fernando Poo gleich nach Beginn des Krieges die Franquisten. Auf dem Festland konnten die Republikaner bis Oktober 1936 Widerstand leisten. Während des Zweiten Weltkrieges mussten die Kolonien ihre Produktion ganz auf Nahrungsmittel für das «Mutterland» umstellen. Anfang 1942 bemächtigten sich die Briten in der Operation Postmaster mehrerer in Malabo liegender Schiffe der Achsenmächte.

### Bioko

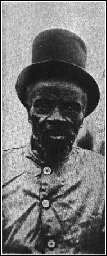
König Malabo um 1930

Auf Bioko (Fernando Poo) war die neue Politik wirksamer. Der Anbau von Kakao wurde gesteigert, 1913 erreichte sie 5250 Tonnen. Erschwerend war dabei der Mangel an Arbeitskräften, der durch den Einsatz spanischer Strafgefangener und die Anwerbung von Menschen insbesondere aus dem unabhängigen Liberia und zum Teil auch von Fang aus dem spanischen Festlandgebiet gedeckt werden sollte.
Die schlechten Arbeitsbedingungen führten immer wieder zur Gegenwehr der Betroffenen. 1900 kam es zu einem Streik der Arbeitsimmigranten, der durch spanische Marineinfanteristen niedergeschlagen wurde. Die einheimischen Bubi wehrten sich gegen den Versuch, sie zur Zwangsarbeit zu verpflichten, 1910 mit einem Aufstand, dem Krieg der Bubi. Die Bubi standen weiterhin unter der Autorität ihres jeweiligen Königs, zwischen 1904 und 1937 war dies Löpèlo Mëlaka, genannt Malabo. Die Anwerbung von Arbeitskräften aus Liberia war ein gutes Geschäft für die liberianischen Politiker und hatte teilweise den Charakter von Sklavenhandel. Als diese Zustände öffentlich wurden, stellte man 1930 die Anwerbung in Liberia ein, was zu einem ernsthaften Arbeitskräftemangel führte. Von da ab wurden Arbeiter aus Kamerun und, ab 1942 auf staatlicher Ebene geregelt, aus Ost-Nigeria angeworben. Zum Zeitpunkt der Unabhängigkeit (1960) machten die rund 30 000 Nigerianer mehr als die Hälfte der Bevölkerung der Insel aus.
Die oben erwähnten Fernandinos bildeten auf Fernando Poo eine zunehmend wirtschaftlich erfolgreiche kleine Mittelschicht. Ursprünglich protestantisch und britisch orientiert, nahmen sie nun durchweg den katholischen Glauben an, der ihnen bzw. ihren Kindern den Zugang zu den katholischen Missionsschulen eröffnete.

### Das Festland
Die koloniale Machtübernahme auf dem Festland zog sich bis tief in das 20. Jahrhundert hinein. 1926 erst war auch das Innere von Rio Muni tatsächlich der Kolonialverwaltung unterworfen. Wirtschaftlich war hier vor allem die Holzgewinnung von Bedeutung. In einem geringen Umfang kamen auch hier Arbeitsmigranten zum Einsatz, da sich die einheimische Bevölkerung der Zwangsarbeit möglichst entzog und sich auf Subsistenzwirtschaft beschränkte. Die Kaffeeproduktion wurde um 1960 zu 80 % auf dem Festland generiert.

### Annobón, Elobey und Corisco

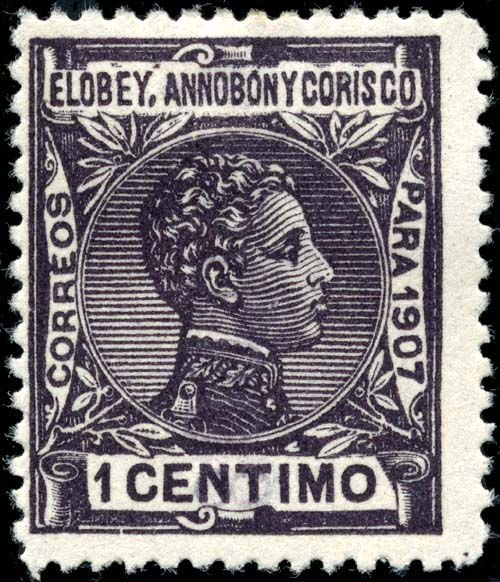
Briefmarke für die Inseln Elobey, Annobón und Corisco, 1907

Geringe wirtschaftliche Bedeutung und anhaltender Widerstand der wenigen hundert Bewohner Annobóns bewogen die Kolonialmacht 1885/87 die Insel dem Orden der Claretiner zu überlassen. Verwaltungstechnisch bildete die Insel eine Einheit mit den kleinen Inseln Elobey Chico, Elobey Grande und Corisco unmittelbar vor der Küste des Festlandes. Es gab sogar zwischen 1903 und 1910 eigene Briefmarken für Annobón, Elobey und Corisco. Die kleine Inselgruppe der zwei Elobeyinseln und Corisco stand schon länger in Verbindung mit europäischen Händlern, der protestantische Einfluss war hier stark.

## Änderungen im Kolonialsystem, Diskussion um Unabhängigkeit und Einheit des Landes: 1950–1968
1950 gründete sich in Spanisch-Guinea erstmals eine politische Vereinigung im modernen Sinn, die sich für die Unabhängigkeit des Gebietes einsetzte, die „Cruzada Nacional de Liberacion de la Guinea Ecuatorial“ (dt. Nationaler Kreuzzug zur Befreiung Äquatorialguineas). Die Bewegung klagte in einer öffentlichen Denkschrift an die UNO Spanien an, Äquatorialguinea widerrechtlich besetzt zu halten. Die Vereinigung löste sich Ende der 1950er Jahre allmählich auf, nachdem ihr Präsident  Acacio Mañe 1958 von der Guardia Civil ermordet worden war. Nachfolgeorganisationen entstanden im Exil.
Der Beitritt Spaniens zur UNO 1955 war ein entscheidender Schritt in Richtung Entkolonialisierung. Spanien konnte sich der Forderung nach der Unabhängigkeit seiner zentralafrikanischen Kolonie durch die Weltorganisation schwer entziehen und reagierte 1959 erst einmal mit einer Änderung des kolonialen Systems. Durch die so genannte  «Provinzialisierung» von 1959, gab es 1960 Wahlen zu zwei Provinzversammlungen (mit Europäern als Präsidenten), an denen einheimische «Familienoberhäupter» teilnehmen durften. Es gab mit Wilwardo Jones Níger erstmals in der Inselhauptstadt Santa Isabel einen einheimischen Bürgermeister und von den sechs Vertretern Spanisch-Guineas in der Cortes waren drei Afrikaner. Ende 1963 wurde den beiden Provinzen eine gewisse Autonomie zugestanden und 1964 Wahlen für die Provinzparlamente durchgeführt. Die tatsächliche Macht blieb aber weiterhin in der Hand der Regierung des «Mutterlandes», namentlich von Carrero Blanco. Blanco war gleichzeitig Mehrheitsaktionär von Alena (Compania Nacional de Colonización Africana) und INASA und kontrollierte so weite Teile der Holz-, Kakao- und Kaffeeproduktion. Da, wie sich abzeichnete, die Unabhängigkeit der Festlands nicht zu verhindern war, wollte er wenigstens die Kolonie auf den Inseln beibehalten.
Zeitgleich regten sich Begehrlichkeiten der Nachbarstaaten. Nigeria verwies darauf, dass die Mehrheit der Bewohner Biokos aus Nigerianern bestand. Gabun meldete Ansprüche auf die Inseln Elobey Chico, Elobey Grande und Corisco vor seiner Küste an, bei denen Erdöl vermutet wurde. Eine Exilorganisation (und Nachfolgeorganisation des «Kreuzzuges») forderte 1961 den Anschluss an das benachbarte Kamerun. Von Äquatorialguinea wäre so nichts übrig geblieben.
Bonifacio Ondó Edu gründete die Bewegung für eine nationale Union. Unterstützt wurde er dabei von spanischen Unternehmern, die ein Interesse an einer getrennten Entwicklung der beiden wichtigsten Landesteile Fernando Poo und Rio Muni hatten. 1964 wurde Bonifacio Ondo Edu erster Regierungschef des autonomen Äquatorialguineas.
1966 sprach sich die Generalversammlung der UNO für die Unabhängigkeit Äquatorialguineas aus. In Madrid wurde im Oktober 1967 eine Verfassungskonferenz einberufen, die insbesondere um die Frage der Einheit des neuen Staates stritt.
Im Herbst 1968 wurden Wahlen durchgeführt. Wichtigster Gegenspieler Bonifacio Ondo Edus war Francisco Macías Nguema, seit 1950 ein unauffälliger, kleiner Angestellter der Kolonialverwaltung, Arbeitsminister während der Autonomiezeit und einer der wenigen ehemaligen «Emanzipierten». Hinter ihm stand eine Gruppe spanischer Unternehmer, namentlich José Antonio Garcia Trevijano, die bisher nicht in der Kolonie verwurzelt waren und sich Geschäfte mit dem zukünftigen Staat versprachen. Nguema gewann die Wahl im zweiten Durchgang mit 68.130 Stimmen, sein Gegenkandidat Ondó Edu von der Union Bubi erhielt 41.252. Nguema errang seinen Sieg überwiegend mit Stimmen vom Festland, Ondó Edu errang die Mehrheit auf Fernando Poo. Bei den Parlamentswahlen, die ebenfalls im September stattfanden, erhielt seine Partei IPGE acht der 35 Sitze. Garcia Trevijano, «Berater» Nguemas, wurde für seine Dienste mit seiner Ernennung zum Rechtsvertreter Äquatorialguineas und der Überlassung von umfangreichen Handelsmonopolen belohnt.

## Unabhängiges Äquatorialguinea

### Terrorherrschaft des Francisco Macías Nguema (1968–1979)
Am 12. Oktober 1968 wurde die Unabhängigkeit Äquatorialguineas erklärt. Zu diesem Zeitpunkt stand der neue Staat bezogen auf die Einschulungsquote oder die Ernährungssituation der Bevölkerung nicht schlechter da als andere junge afrikanische Staaten. Allerdings war die Wirtschaft extrem von der ehemaligen Kolonialmacht abhängig. 90 % der Exporte gingen nach Spanien und 80 % der Importe kamen von dort. Ein anfängliches Wirtschaftswachstum von 7 % jährlich und zunehmendes Engagement nichtspanischen (französischen, US-amerikanischen) Kapitals im Land gaben Hoffnung. Der neu gewählte Präsident zerstörte diese Hoffnungen innerhalb weniger Jahre durch verheerende außenpolitische Maßnahmen und indem er nach innen zunehmend eines der schlimmsten Terrorregimes des Kontinents errichtete.
1968 tobte der Biafrakrieg im benachbarten Nigeria. Nguema stellte sich auf die Seite der nigerianischen Zentralregierung, blockierte die Überweisungen der biafranischen Arbeiter aus Bioko und verbot dem Roten Kreuz, von dieser Insel aus das hungernde Biafra zu versorgen. Tausende von Arbeitsmigranten verließen daraufhin Bioko. Vor der Unabhängigkeit war Nguema nie durch Radikalität aufgefallen und den Spaniern gegenüber hatte er sich stets unterwürfig verhalten. Nach seiner Wahl änderte sich das drastisch. Anfang 1969 hielt er mehrere antispanische Reden, die zu Übergriffen auf im Lande lebende Spanier führten, und forderte den Abzug der letzten Einheiten der Guardia Civil. Im selben Jahr nahm er einen angeblich versuchten Staatsstreich zum Anlass, am 3. März den Ausnahmezustand auszurufen und seinen alten Gegenkandidaten Ondo Edu sowie andere oppositionelle Politiker zu liquidieren. Die meisten der 7000–8000 Spanier im Land und zahlreiche Portugiesen verließen Äquatorialguinea.
1970 vereinigte er zwangsweise die bestehenden Parteien Äquatorialguineas zur Einheitspartei „Partido Único Nacional de los Trabajadores“ und erklärte sich am 14. Juli 1972 zum Präsidenten auf Lebenszeit. 1973 wurde Äquatorialguinea mit Verkündung einer neuen Verfassung zur Volksrepublik erklärt. In einem Referendum am 29. Juli 1973 war die Verfassung mit 99 % der Stimmen gebilligt worden. Obwohl er seit dem Vorjahr bereits Präsident auf Lebenszeit war, ließ er sich im Oktober 1973 mit nahezu 100 % der Stimmen als Präsident bestätigen. Macias Nguema ließ spanische Betriebe schließen und portugiesische Plantagenbesitzer enteignen.
Macias Misstrauen nahm zunehmend krankhafte Züge an. Er besetzte alle Schlüsselpositionen in Militär und Wirtschaft mit Angehörigen seines Familienclans. Die von ihm gegründete Jugendorganisation Juventud en Marcha con Macias wurde zum Organ des Terrors. In der Endphase seiner Herrschaft wurden alle Kirchen geschlossen und das Land zum atheistischen Staat erklärt. Macias Nguema selbst wandte sich traditionellen Glaubensvorstellungen und magischen Praktiken zu. Daneben wurde ein extremer Personenkult betrieben. Trotz seines Ehrentitels El Gran Maestro de Educación Popular, Ciencia y Cultura Tradicional verfolgte Nguema besonders die Gebildeten und während seiner Regierungszeit wurden sämtliche Schulen geschlossen. 1975 afrikanisierte er seinen Namen in Masie Nguema Biyogo Ñegue Ndong. Daraus abgeleitet (Biyogo), wurde Fernando Poo 1979 in Bioko umbenannt.
Amnesty International schätzte die Zahl seiner Opfer auf etwa 40.000 Menschen. Besonderen Verfolgungen waren dabei die Bubi ausgesetzt. Zusätzlich flohen rund 100.000 Menschen aus dem Land, bis ins Jahr 1978 verlor das Land durch Flucht und Hinrichtungen rund 20 % seiner Bevölkerung.
Die Wirtschaft brach im Lauf der 1970er Jahre zusammen. Ein Grund war der Mangel an Arbeitskräften. Selbst die Holzproduktion auf dem Festland ging zurück, da viele Arbeiter ihre Tätigkeit auf den Holzplätzen als Sprungbrett für eine Flucht ins Ausland nutzten. Auch Mitte der 1970er Jahre blieben 45.000 überwiegend nigerianische Arbeitsmigranten auf Bioko von Gewalt nicht verschont. 1976 kam es zu Ausschreitungen gegen sie, die 25.000 von ihnen zum Verlassen des Landes bewog. Als im selben Jahr elf Nigerianer erschossen und Botschaftsangehörige Nigerias verprügelt wurden, kehrten auch die letzten 20.000 Äquatorialguinea den Rücken. Macias Nguema führte daraufhin die Zwangsarbeit wieder ein. Betroffen waren davon vor allem Menschen vom Festland oder Annobón, die auf Bioko die Nigerianer ersetzen sollten. Die Zwangsarbeit bestand in einem 12-Stunden-Tag. Prügelstrafe, Nahrungsmittelentzug und Vergewaltigung von Frauen durch Aufseher waren verbreitet. Bezahlt wurde ausschließlich mit Lebensmitteln.
Die durch die wirtschaftlichen Schwierigkeiten knappe Versorgungslage wurde durch Verbote weiter verschärft: sämtliche Kühe des Landes wurden geschlachtet, da Milch zum „verwerflichen, kapitalistischen Nahrungsmittel“ erklärt wurde, ebenso wie Brot, Butter und Schinken. Fischerboote und Kutter wurden zerstört, um die Flucht von Einwohnern zu verhindern, wodurch auch Fisch und Meeresfrüchte nicht mehr erhältlich waren.
Außenpolitisch völlig isoliert, hatte Nguema Kontakt zur UdSSR und zu Kuba gesucht. Auch Frankreich gehörte zu seinen Unterstützern; zum Dank trat das spanischsprachige Land später der Gruppe der frankophonen Staaten bei. Kuba stellte eine Zeitlang medizinische und andere Experten sowie die Leibwache des Präsidenten. Nach 1976 zogen sich auch die Kubaner allmählich aus dem Land zurück.
Die katastrophale wirtschaftliche Situation führte dazu, dass auch die Bedürfnisse der Militärs nicht mehr befriedigt werden konnten. Im Juni 1979 reagierte Nguema auf Proteste aus Armeekreisen über ausbleibenden Sold mit der Erschießung von fünf Offizieren. Am 3. August kam es daraufhin zu einem Putsch, der von verschiedenen Cousins und Neffen des Präsidenten getragen und von seinem Neffen Teodoro Obiang Nguema Mbasogo angeführt wurde. Mbasogo, bis dahin Oberbefehlshaber der Armee und Gouverneur von Bioko, ernannte sich zum Staatschef. Der zuerst flüchtige Macias Nguema wurde ergriffen und nach einem Schauprozess (der die Verbrechen der neuen Machthaber sorgfältig ausklammerte) am 29. September 1979 hingerichtet. Die Terrorherrschaft Macias Nguemas war zu Ende, eine  «mildere» neue begann.

### Kleptokratie und Terror unter Teodoro Obiang Nguema Mbasogo (seit 1979)

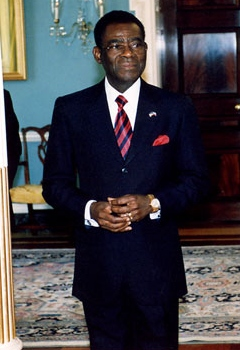
Teodoro Obiang Nguema Mbasogo

Der neue Machthaber bemühte sich erfolgreich um internationale Unterstützung und insbesondere um bessere Beziehungen zu Spanien. Er ließ die Tätigkeit der katholischen Kirche wieder zu und etwa 15.000 von 130.000 Flüchtlingen kehrten ins Land zurück. Tatsächlich änderte sich an der Menschenrechtssituation im Lande kaum etwas. Die Zwangsarbeit wurde in verdeckter Form fortgeführt, politische Gefangene nur in Ausnahmefällen freigelassen, die Verbrechen der Terrororganisationen seines Vorgängers wurden nicht bestraft. Die Korruption blühte. Nguema Mbasogo versorgte die Mitglieder seines Clans Esangui mit einflussreichen Posten. Ein angeblicher Putsch im Jahr 1981 bot ihm die Möglichkeit zur Enteignung und Absetzung von internen Konkurrenten.
Am 15. August 1982 ließ er über eine neue Verfassung abstimmen, die mit 95,38 % der Stimmen angenommen wurde. Bereits im April hatte er Cristino Seriche Bioko zum Premierminister berufen. Mit der neuen Verfassung begann seine erste siebenjährige Amtszeit als «gewählter» Präsident. Im Mai 1983 kam es zu einem tatsächlichen Putschversuch, den die 600 Mann zählende marokkanische Leibgarde des Präsidenten niederschlug. Die bisherige Einheitspartei PUNT war nach seiner Machtübernahme aufgelöst worden, die Wahl der 41 Abgeordneten des neuen Parlaments am 28. August 1983 fand ohne Parteien statt. 1987 gründete er eine neue Einheitspartei, die Partido Democrático de Guinea Ecuatorial (PDGE), die bei den Parlamentswahlen im Juli 1988 sämtliche Sitze errang. Er selbst wurde im Juni 1999 mit 99 Prozent wiedergewählt.
1984 trat Äquatorialguinea der Zentralafrikanischen Zoll- und Wirtschaftsunion UDEAC und 1985 trat der afrikanischen CFA-Franc-Zone bei. Wirtschaftlich zeigten sämtliche Daten bis Anfang der 1990er Jahre deutlich nach unten. Eine kolossale Staatsverschuldung, Missmanagement und sinkende Weltmarktpreise verhinderten eine wirtschaftliche Erholung oder Produktionszahlen bei Holz und Kakao, die auch nur an die Zeit vor der Unabhängigkeit heranreichten. Einen Versuch, die Finanzlage zu verbessern, unternahm das Regime 1988 auf Kosten der Insel Annobón. Die amerikanische Axim Consortium Group erhielt 1988 eine Lizenz, rund sieben Millionen Tonnen Nuklearmüll zu vergraben. Bis heute kommen jedes Jahr rund zwei Millionen Tonnen Müll hinzu. Obiang nimmt dafür jährlich etwa 200 Mio. US-Dollar ein. Die Bevölkerung sieht von diesem Geld nichts und lebt in bitterer Armut. Die Insel steht vor dem ökologischen Kollaps – die Pflanzen können die Giftkonzentration im Grundwasser nicht bewältigen und sterben ab. Jedes zweite auf der Insel geborene Kind leidet an Unterernährung, Anämie oder anderen Krankheiten. Zu Kolonialzeiten ist die Insel gelegentlich als «Kolonie in der Kolonie» bezeichnet worden – eine unselige Tradition, die, wie andere koloniale Traditionen auch, unter Teodoro Obiang fortgesetzt wird.
Mitte der 1990er Jahre besserten sich die Zahlen bei den traditionellen Export-Produkten. Vor allen Dingen aber mutierte das kleine Land plötzlich zum «Kuwait Afrikas». Die Förderung der bedeutenden Erdölvorkommen vor der Küste durch ExxonMobil hatte begonnen und schwemmte eine große Menge Geld in das Land und dort mehrheitlich in die Taschen des Präsidenten und seiner Familie. Parallel dazu verbesserten sich die Beziehungen zu den USA. Die Europäische Union hatte die Entwicklungszusammenarbeit wegen der Menschenrechtslage 1996 eingestellt. Zur Zeit fördert Äquatorialguinea etwa 403.000 Barrel Rohöl täglich, bei geschätzten Reserven von 1,77 Milliarden Barrel. In Malabo ist der Bau einer großen Gasverflüssigungsanlage geplant. Die Renovierung des Präsidentenpalasts war der Regierung im Jahr 1999 rund 2,5 Millionen US-Dollar wert. Ebenfalls 1999 vernichtete ein Stadtbrand in Malabo die Wohnungen von 600 Menschen. Die Feuerwehr verfügte bis dato über kein einziges Löschfahrzeug.
Im Zuge der allgemeinen Demokratisierung in Afrika nach 1989 änderte auch Obiang Nguema zumindest oberflächlich seinen Kurs und ließ am 16. November 1991 eine neue Verfassung mit 94,3 % der Stimmen in einem Referendum absegnen. Am 21. November 1993 fanden erstmals seit 1968 Wahlen mit mehreren Parteien statt, in denen seine PDGE 68 der 80 Sitze erhielt. Durch eine Reihe von Verhaftungen und Misshandlungen von Oppositionellen war die Opposition hierbei von vornherein chancenlos. Nach Ablauf seiner zweiten siebenjährigen Amtszeit als Präsident wurde er, ohne Gegenkandidat, am 25. Februar 1996 mit diesmal 97,85 % der Stimmen erneut bestätigt. Die Opposition hatte die Wahlen boykottiert. Die nächsten Parlamentswahlen am 7. März 1999 brachten seiner PDGE 75 der 80 Sitze. Die Präsidentschaftswahlen am 15. Dezember 2002 konnte er mit 97,1 % der Stimmen wieder gewinnen. Die vier Oppositionskandidaten hatten sich wieder im Vorfeld zurückgezogen, Celestino Bonifacio Bacalé erhielt trotzdem 2,2 %. In einigen Wahllokalen errang der Präsident angeblich 103 %. Daher spricht einiges dafür, diesen Zahlen mit Misstrauen zu begegnen. Bei den nächsten Parlamentswahlen am 25. April 2004 trat seine PDGE als Teil einer Koalition an, die 98 der nunmehr 100 Sitze erhielt, die PDGE davon allein 68. Sein ehemaliger Premierminister Cristino Seriche Bioko gründete Ende 2004 die Oppositionspartei VDDC, die seine Ablösung anstrebt.

#### Gescheiterter Coup 2004
Im März 2004 kam es zu einem erfolglosen Umsturzversuch. In diesem Zusammenhang wurden am Flughafen von Harare in Simbabwe eine Gruppe von 70 Söldnern unter Führung des Briten Simon Mann festgenommen, die auf dem Weg nach Malabo waren. In Malabo selbst wurde eine Gruppe von 15 Personen verhaftet, die sich an dem Umsturzversuch beteiligen wollten. Für eine Verbindung dieser Söldner zu staatlichen Stellen gab es keine Belege. Beteiligt an diesem Putschversuch war auch Mark Thatcher, Sohn der ehemaligen britischen Premierministerin Margaret Thatcher, der nach seinem Geständnis zu einer Geldstrafe verurteilt wurde und kein Aufenthaltsvisum für die USA erhält. Nach Aussage von Simon Mann, der Anfang Juli 2008 zu einer Gefängnisstrafe von 34 Jahren und vier Monaten mit schwerer Zwangsarbeit verurteilt wurde, waren Thatcher und der in London ansässige nigerianische Millionär Eli Calil die Geldgeber, die ehemalige Kolonialmacht Spanien und Südafrika hätten der Aktion zugestimmt.

#### Herrschaft Obiang Nguemas in den 2010er Jahren
Folter und politische Morde sind auch in den 2010er Jahren in Äquatorialguinea weiterhin an der Tagesordnung; die internationale Akzeptanz des Regimes allerdings ist durch den Ölreichtum deutlich gestiegen.
Mit der Fußball-Afrikameisterschaft 2012 trug Äquatorialguinea (und Gabun) zum ersten Mal ein größeres Sportereignis aus.
2017 gewann die PDGE 99 von 100 Sitzen im Unterhaus, alle 75 Sitze im Oberhaus sowie alle Bürgermeisterwahlen. Die Opposition beklagte Betrug und Einschüchterung.